# Best Kept Secrets: The Best of Lamb 1996-2004
Best Kept Secrets - The Best Of Lamb 1996-2004 è una raccolta del gruppo musicale inglese Lamb, pubblicata il 7 giugno 2004.

## Tracce
1. Wonder (Instrumental) – 5:47
2. Cotton Wool – 5:07
3. God Bless – 5:55
4. Gold – 5:42
5. Gorecki – 6:27
6. Little Things – 3:17
7. B Line – 2:53
8. Lullaby – 2:56
9. Bonfire – 4:23
10. Heaven – 4:59
11. One – 4:15
12. Gabriel – 4:17
13. Angelica – 3:44
14. Til The Clouds Clear – 4:26
15. Wonder – 5:16
16. Please – 4:34
17. Stronger – 3:15